# Tempelsköld
Tempelsköld (Alocasia cucullata) är en kallaväxtart som först beskrevs av João de Loureiro, och fick sitt nu gällande namn av George Don jr. Tempelskölden ingår i alokasiasläktet och familjen kallaväxter. Inga underarter finns listade.